# Fachada de doble pendiente

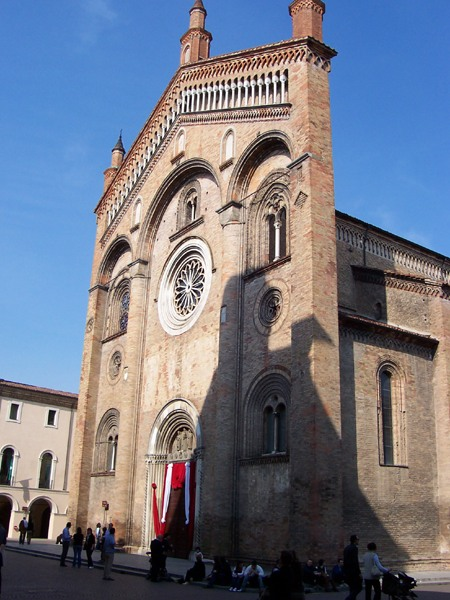
Catedral de Crema, con una fachada que muestra la independencia de la estructura de las naves

La fachada de doble pendiente (en francés: facciata a doppio spiovente; en italiano: facciata a capanna, lit. 'fachada en choza o cabaña' ), o más generalmente fachada con cubierta de doble pendiente, es una expresión arquitectónica utilizada para definir, en particular en Italia, la forma de la fachada de un edificio, generalmente de una iglesia, cuando, como el propio término sugiere, la cubierta tiene sólo dos aguadas que se manifiestan en la fachada.
En una iglesia, la presencia de una fachada a dos aguadas no implica necesariamente que el interior sea de una única nave ya que la fachada puede ocultar una articulación más compleja del cuerpo principal como en el caso de la basílica de San Miguel de Pavía, cuyas tres naves están precedidas por una fachada de doble vertiente.
A menudo corresponde a una estructura interna como una Hallenkirche o iglesia de salón, en la que la nave central es tan alta como las laterales, o ligeramente más alta como en la Catedral de Pienza.

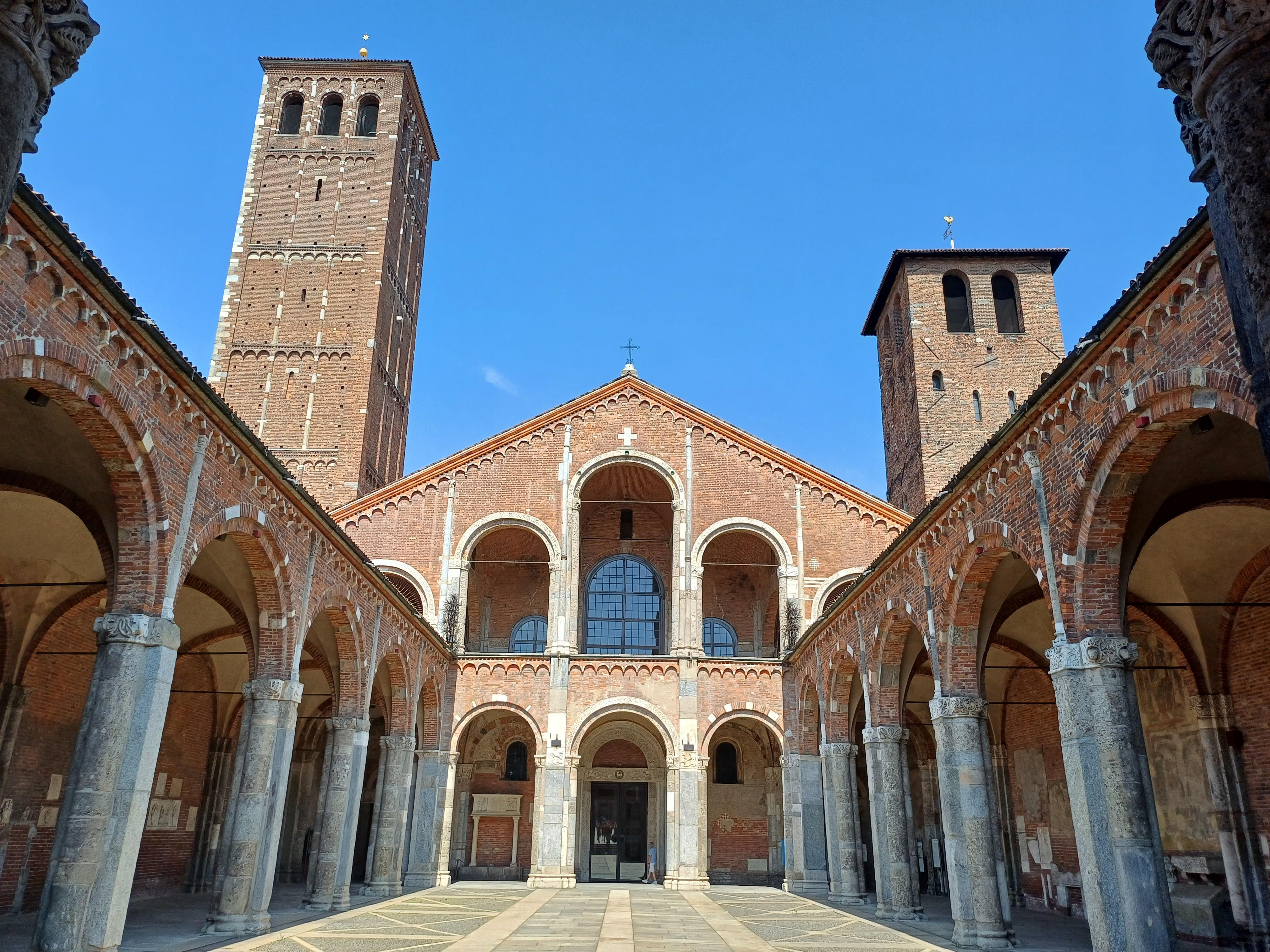
Fachada de iglesia de tres naves: basílica de san Ambrosio (1088-1099),  en Milán, obra maestra del románico lombardo
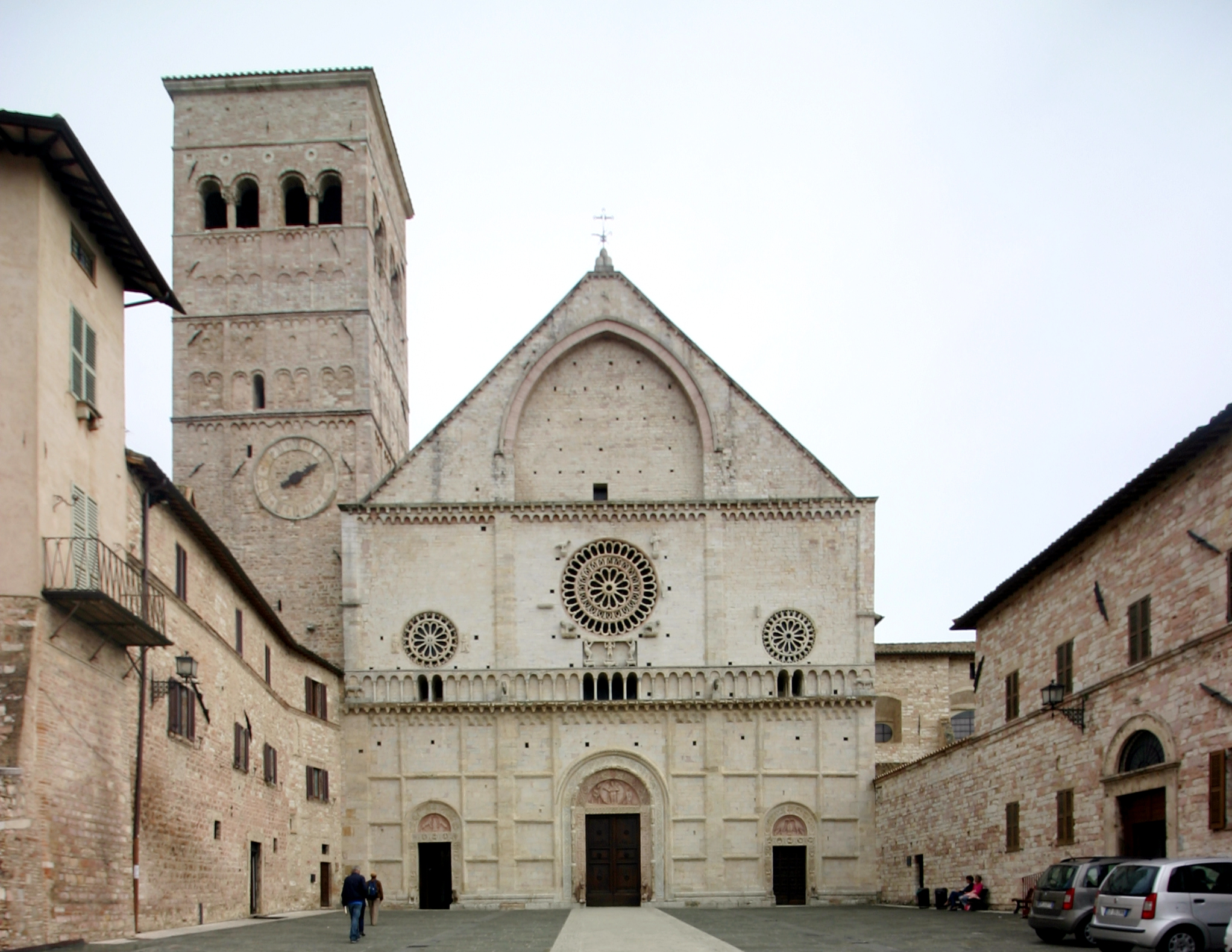
Catedral de San Rufino (Asís) (1140-1253)
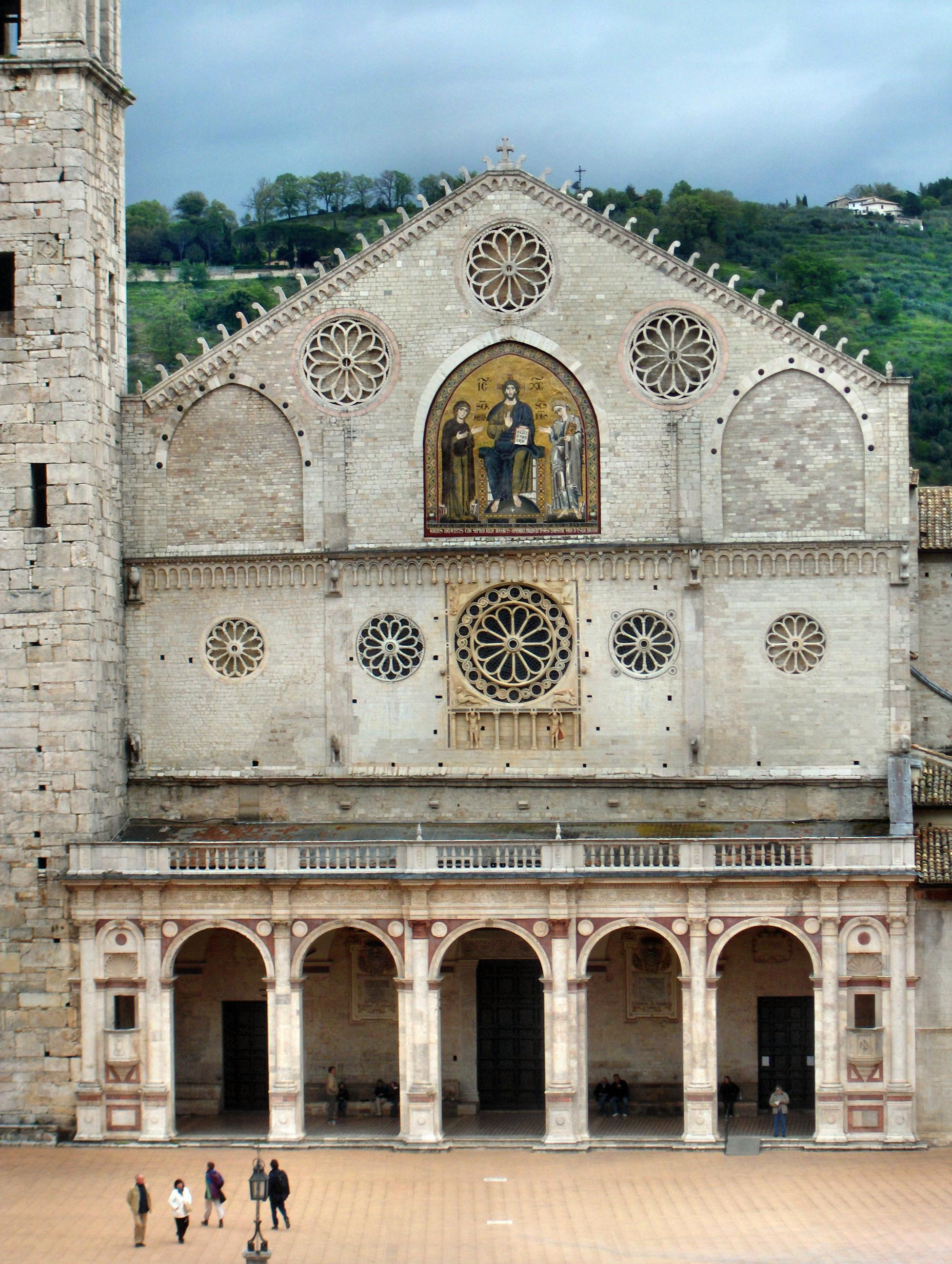
Catedral de Spoleto (siglo XIII)
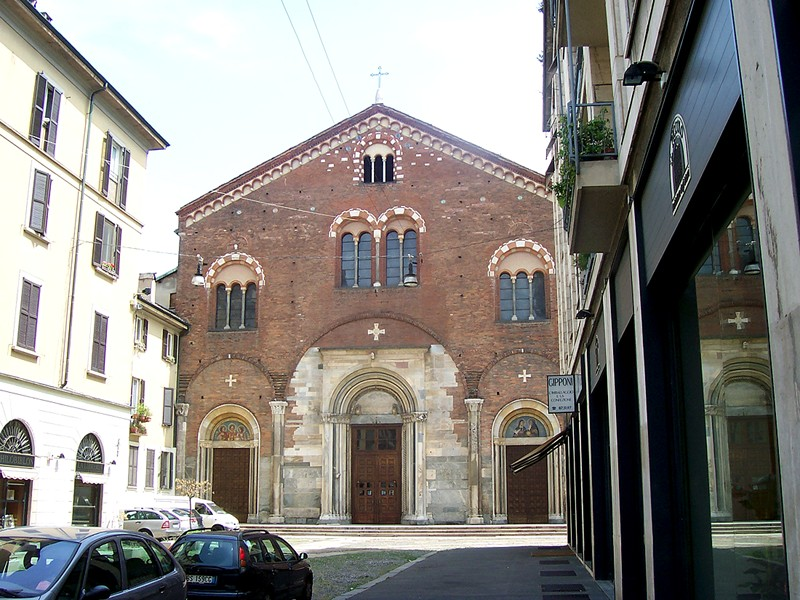
San Simpliciano (siglos XI-XIII), Milán
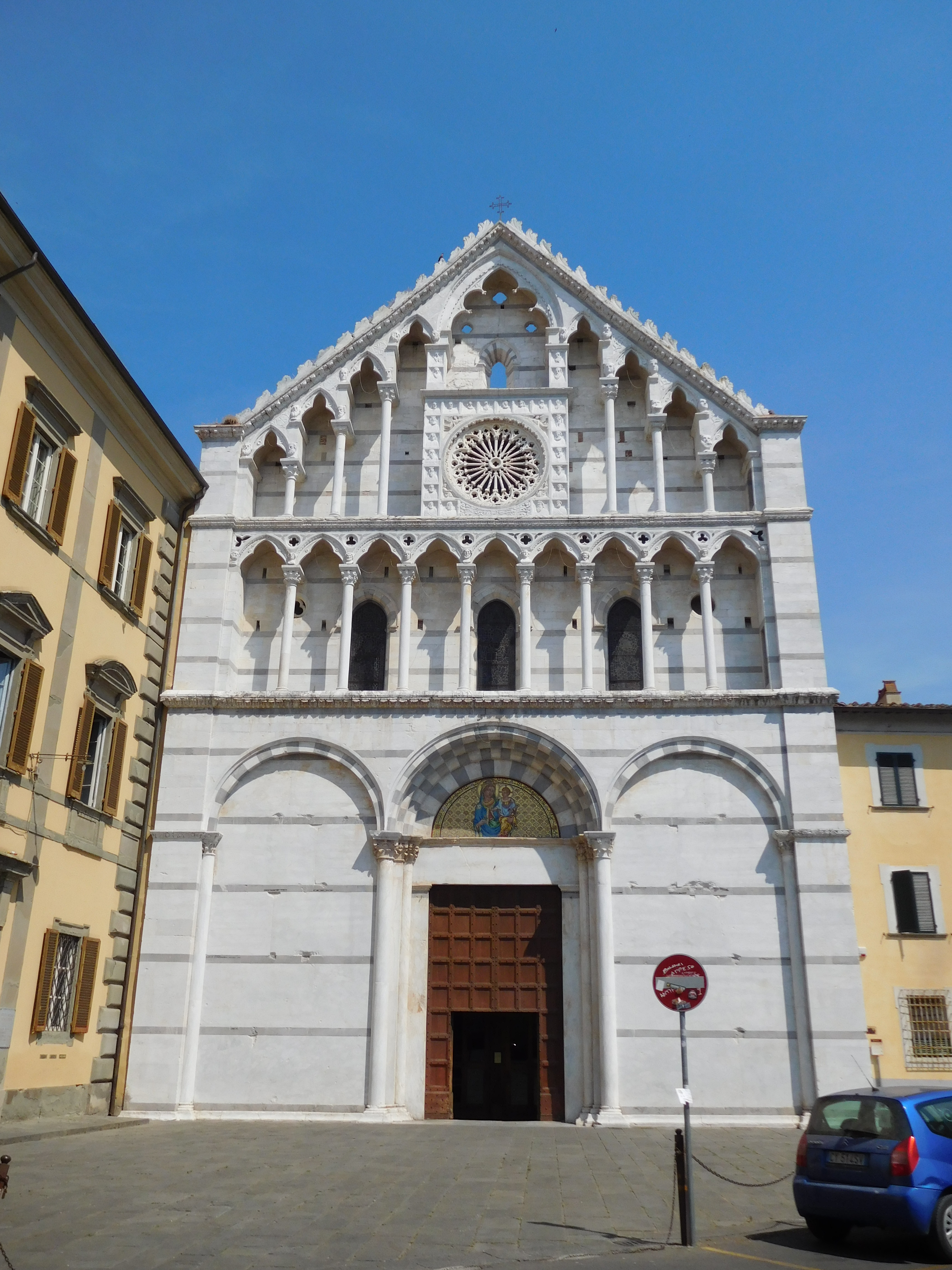
Iglesia de Santa Catalina (Pisa) (1250-1326)
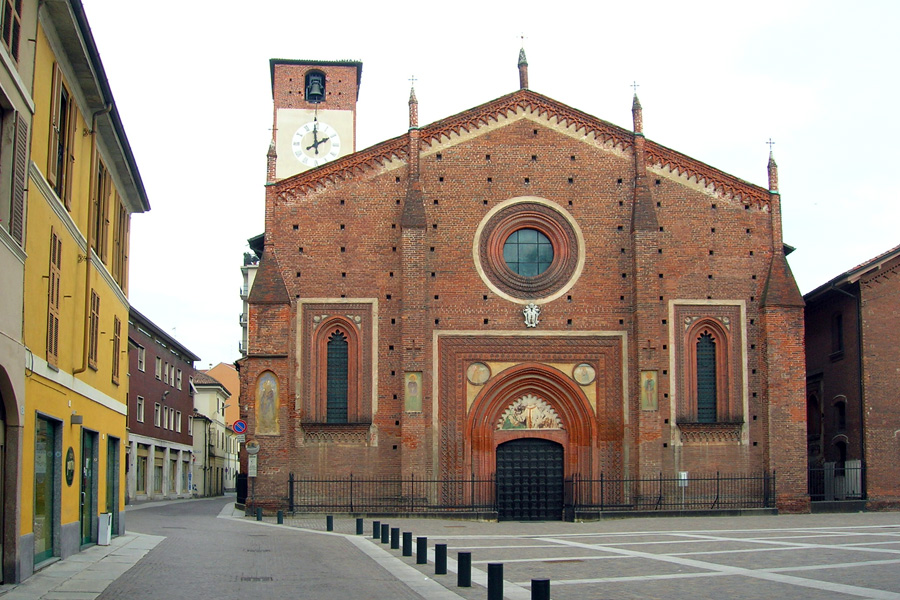
Basilica de San Lorenzo (Mortara) (1375-1380)
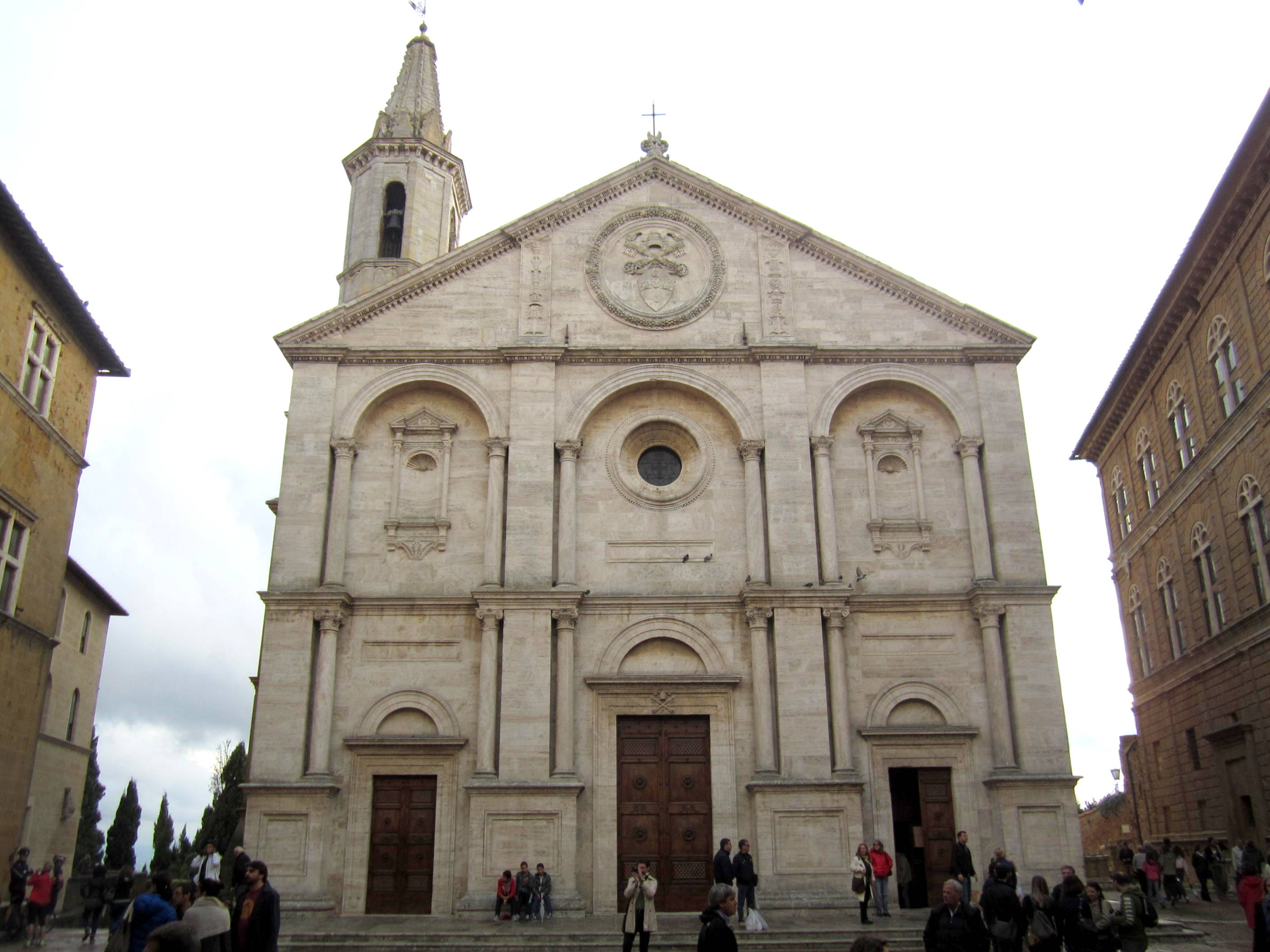
Catedral de Pienza (1459-1462), fachada renacentista
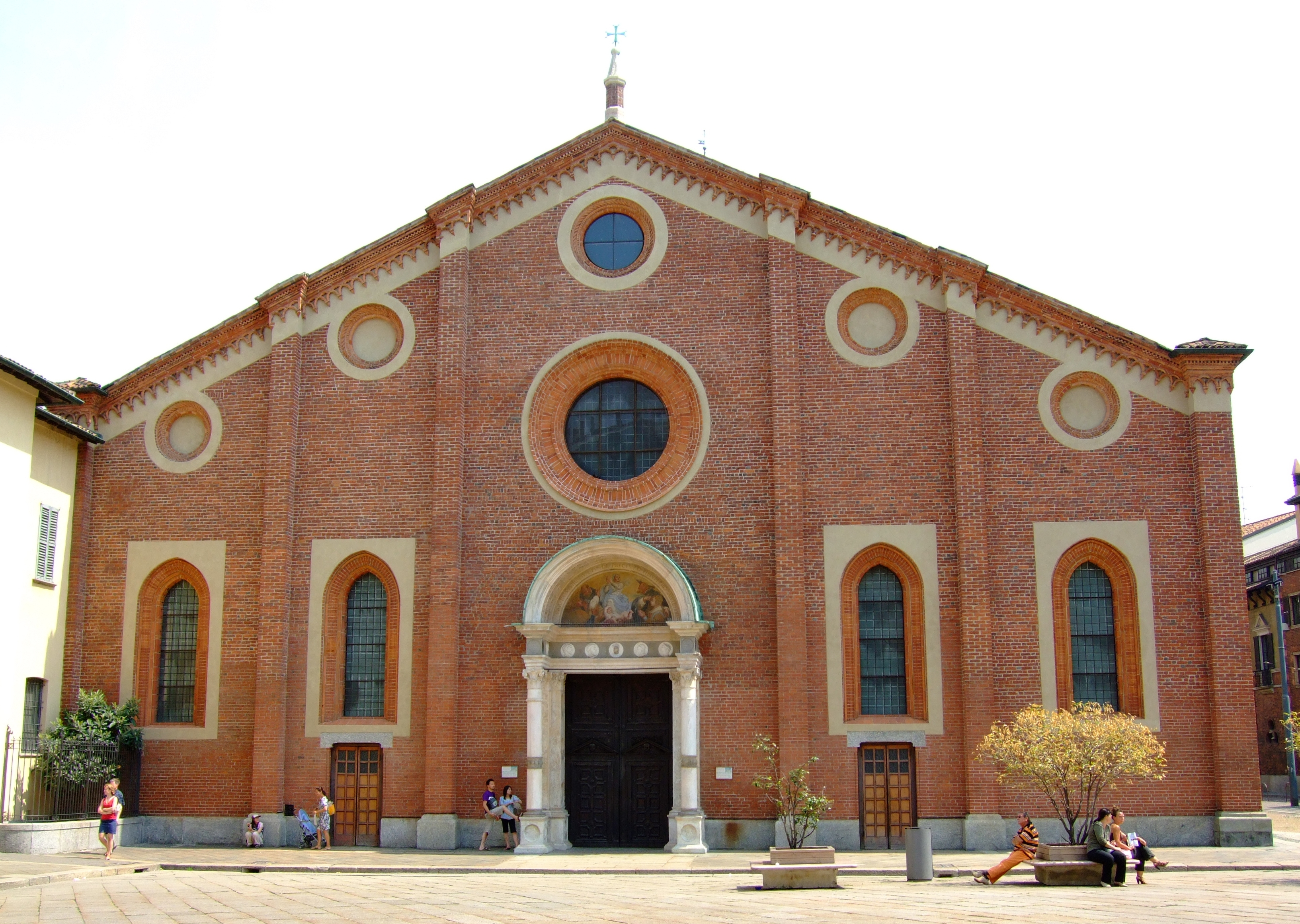
Fachada de iglesia de tras naves y capillas laterales: Santa Maria delle Grazie (1463-1482)

Fachadas de doble pendiente con galerías enanas
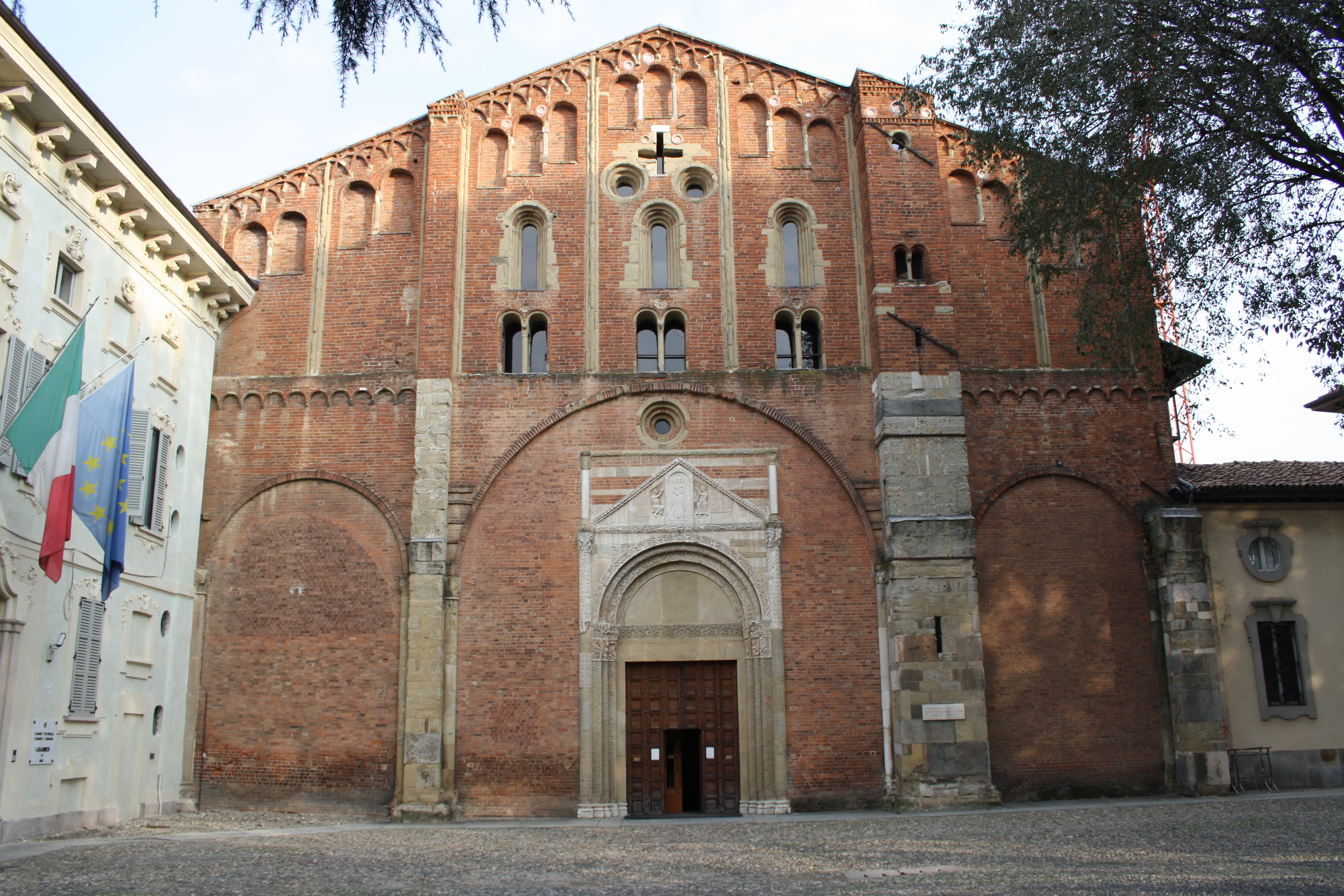
Basílica de San Pietro in Ciel d'Oro, Pavía (siglos XI-XII)
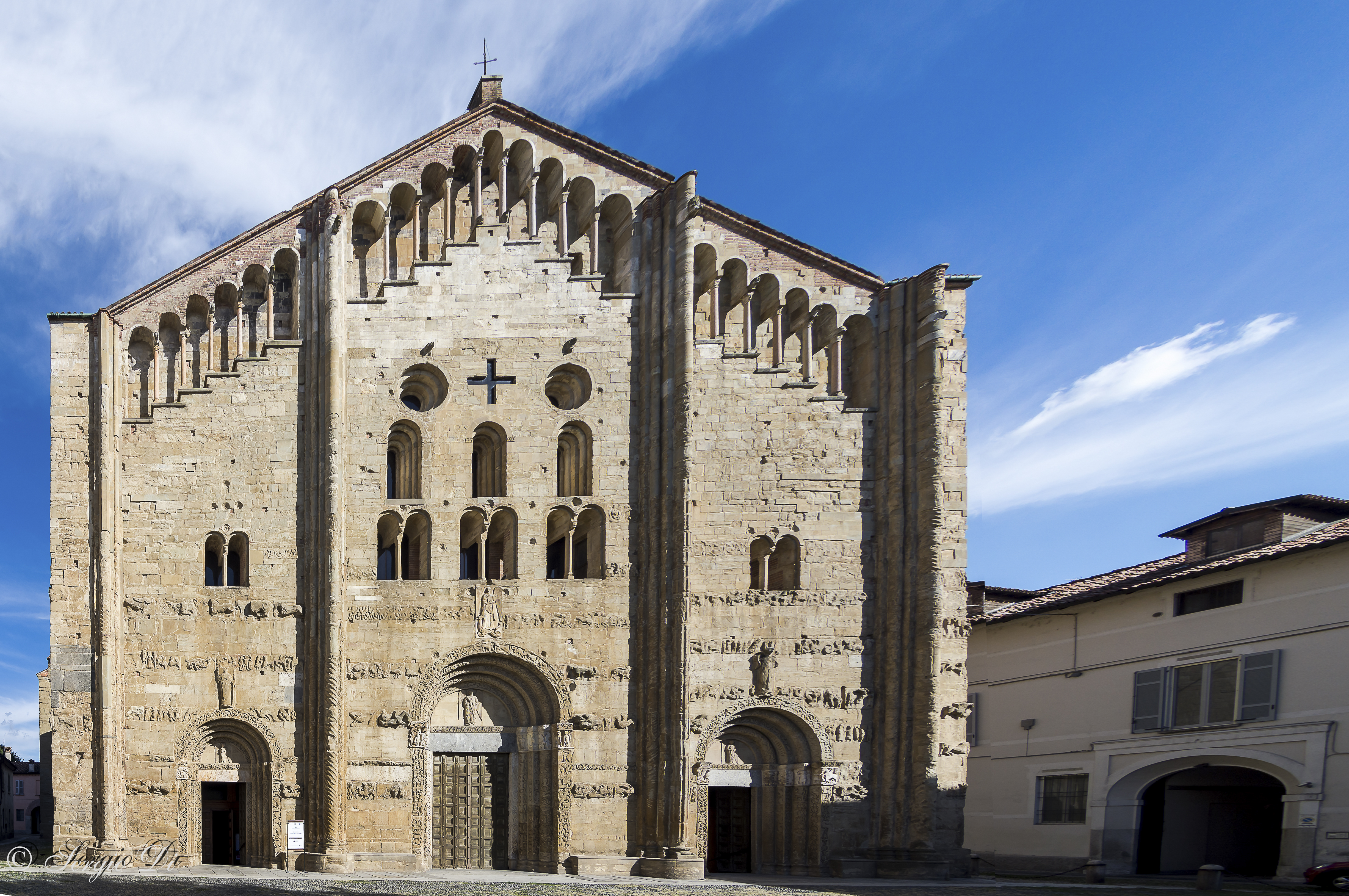
Fachada de iglesia de tres naves: San Miguel en Pavía (fin siglo XI-1115)
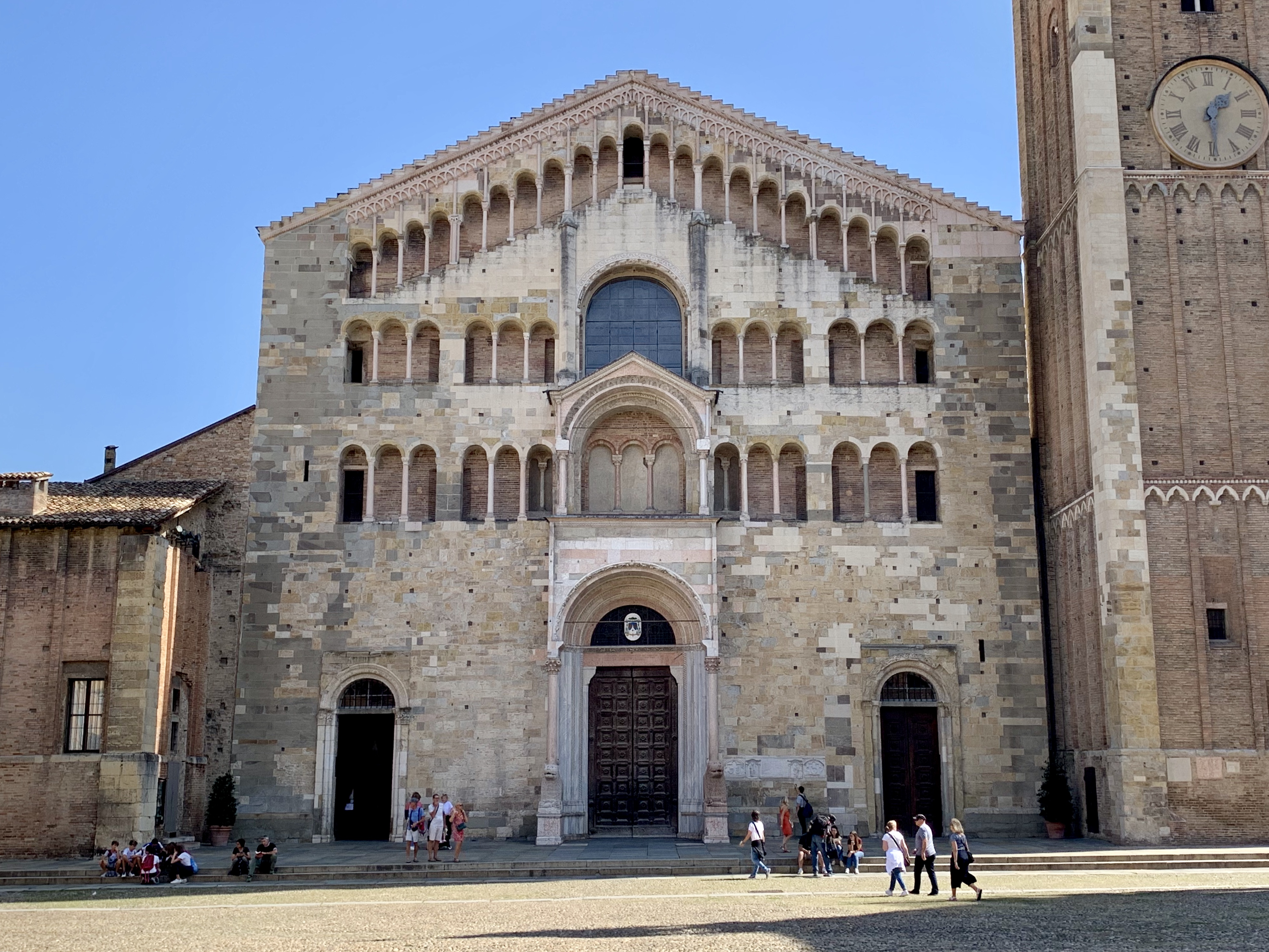
Catedral de Parma (1116-1178)
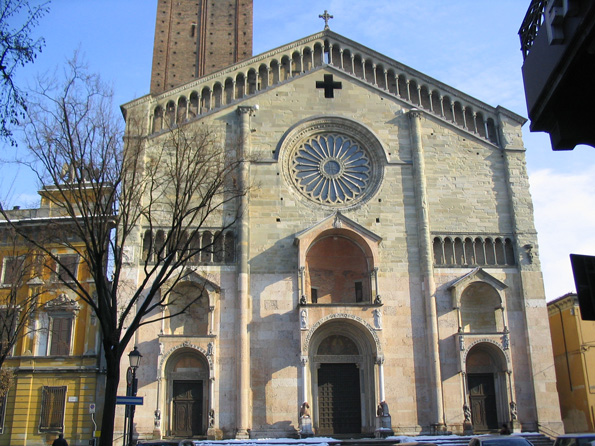
Catedral de Piacenza (1122-1233)

Evolución compositiva de las fachadas de doble pendiente
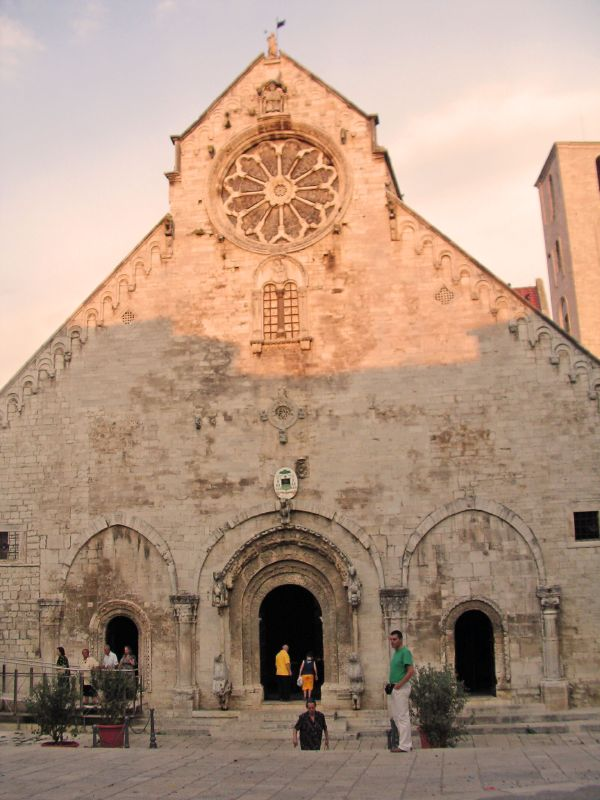
Concatedral de Ruvo di Puglia (s. XII-XIII), la parte central se eleva anticipando las fachadas de hastiales
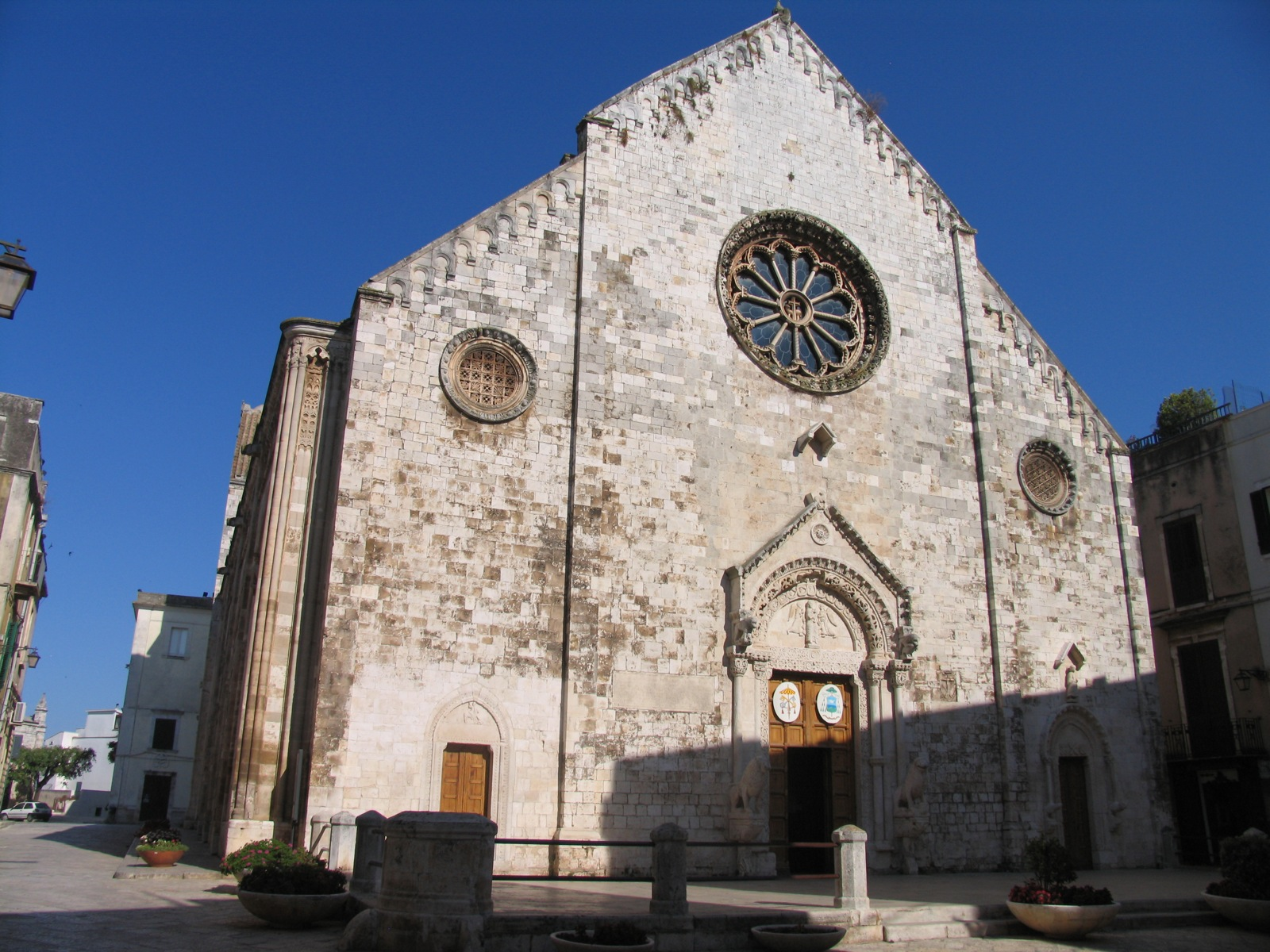
Catedral de Conversano (1359), parte central ligeramente más elevada
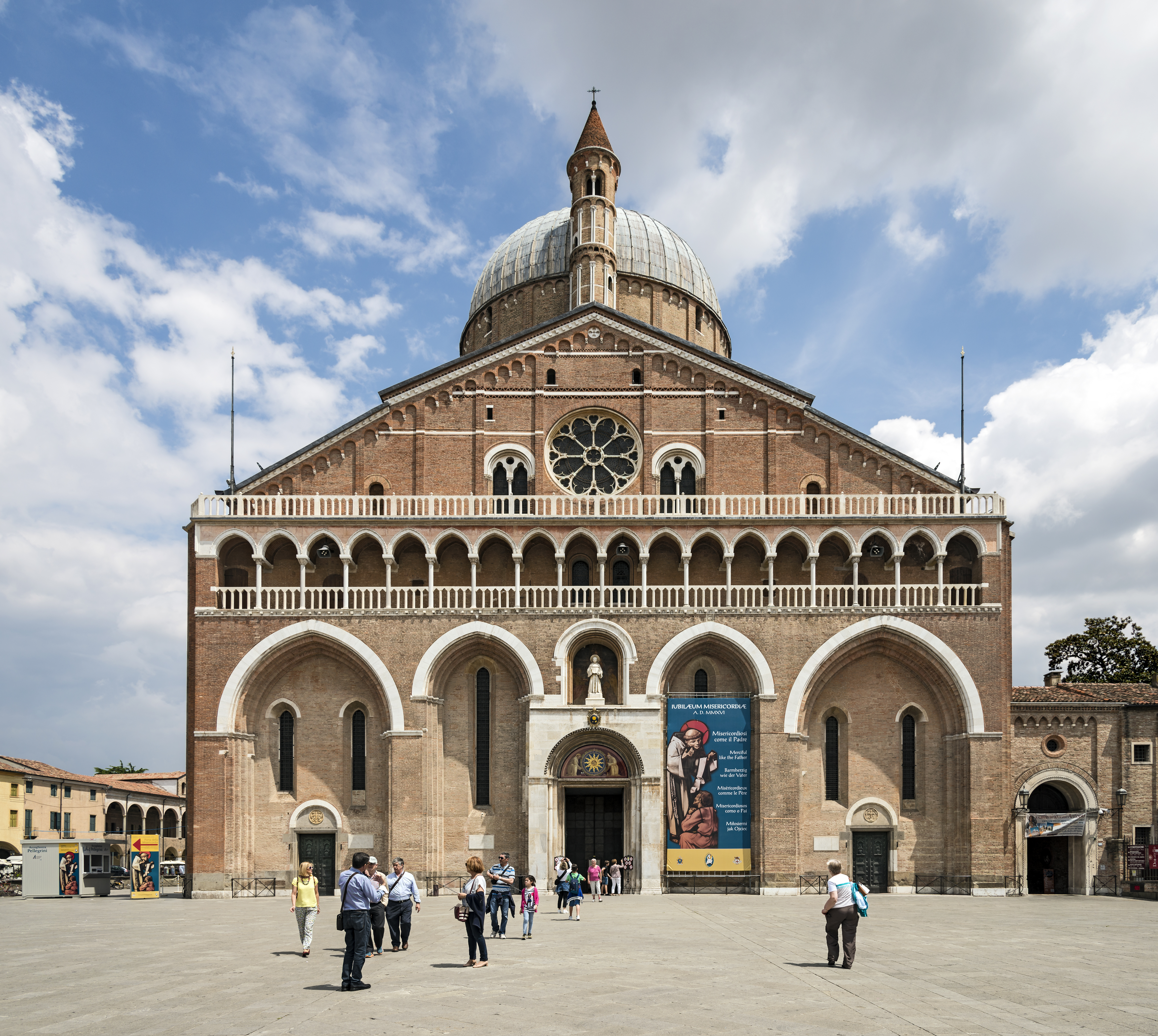
La línea del alero se quiebra ligeralmente y se desdobla la fachada con una antefachada de poco grosor con portales y galerias con terraza

## Esquemas de sección con cubierta a dos aguas

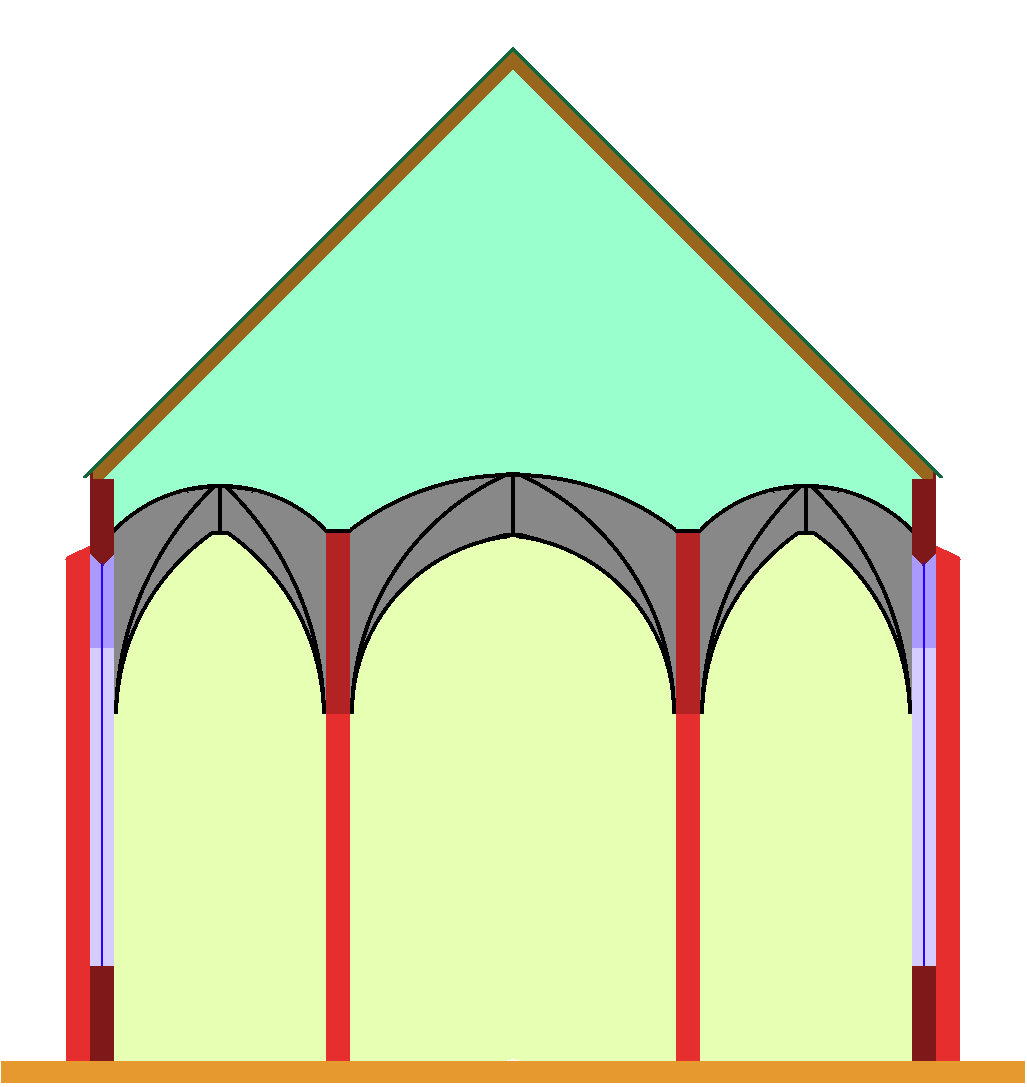
Planta de salón.
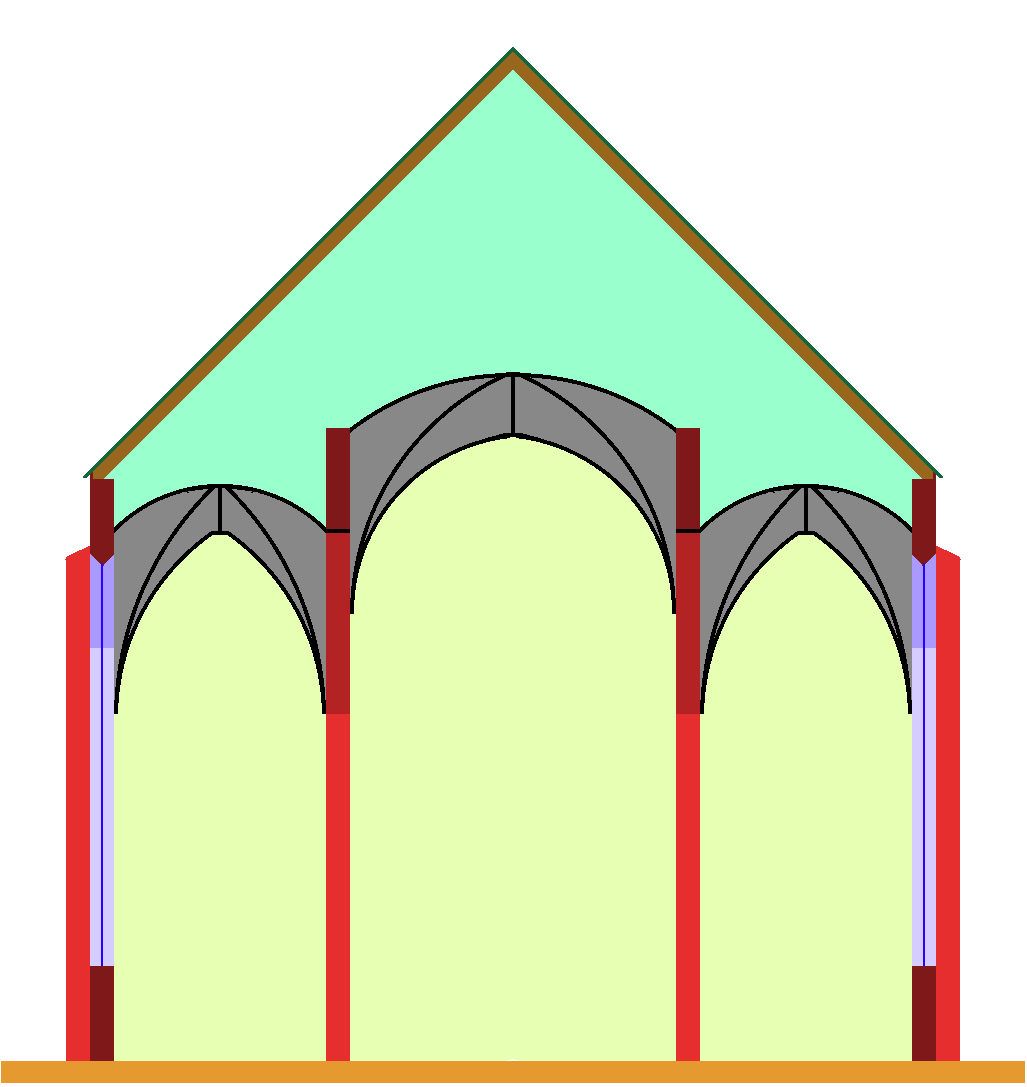
Planta de salón escalonada: hay alturas diferentes, pero la nave central no tiene una planta más.
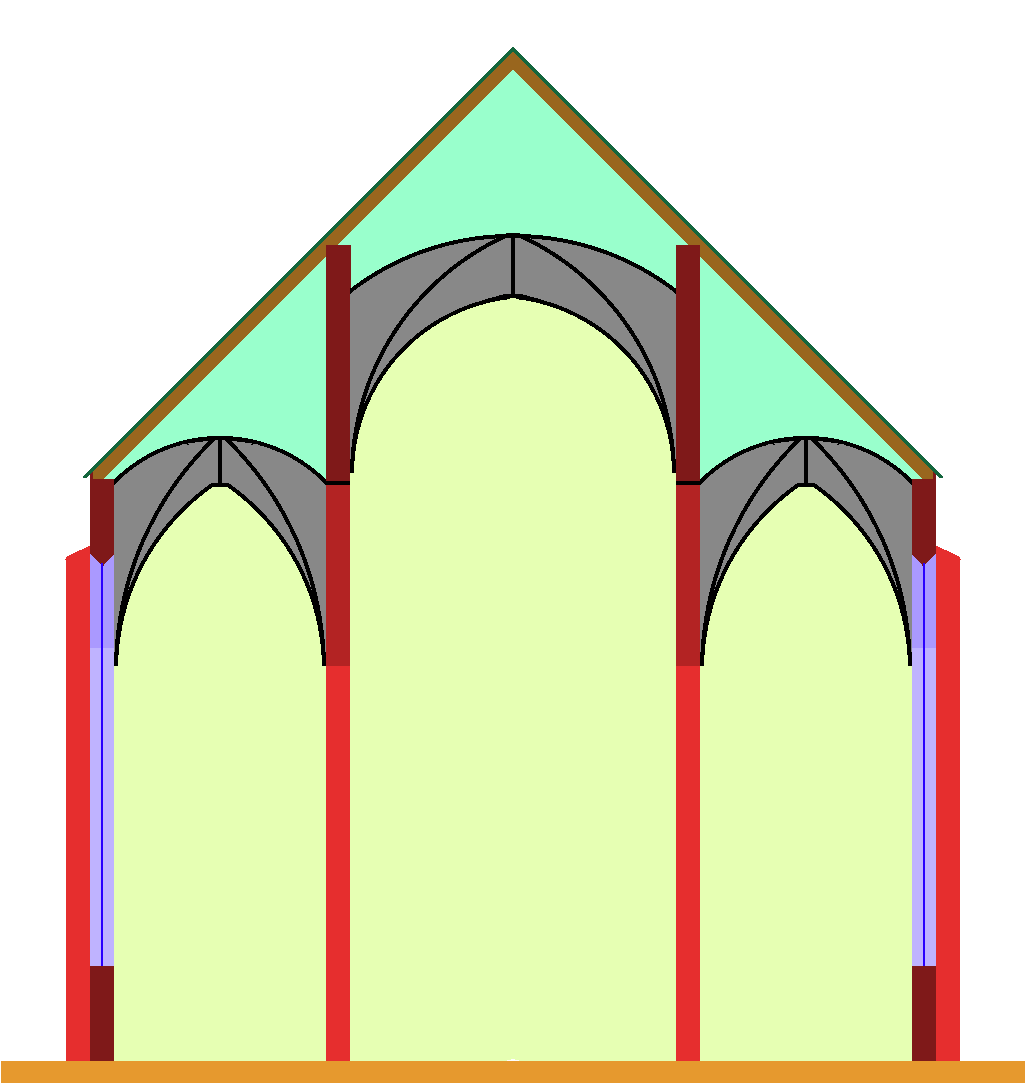
Pseudobasílica: la nave central tiene una planta más, pero no tiene ventanas arriba.
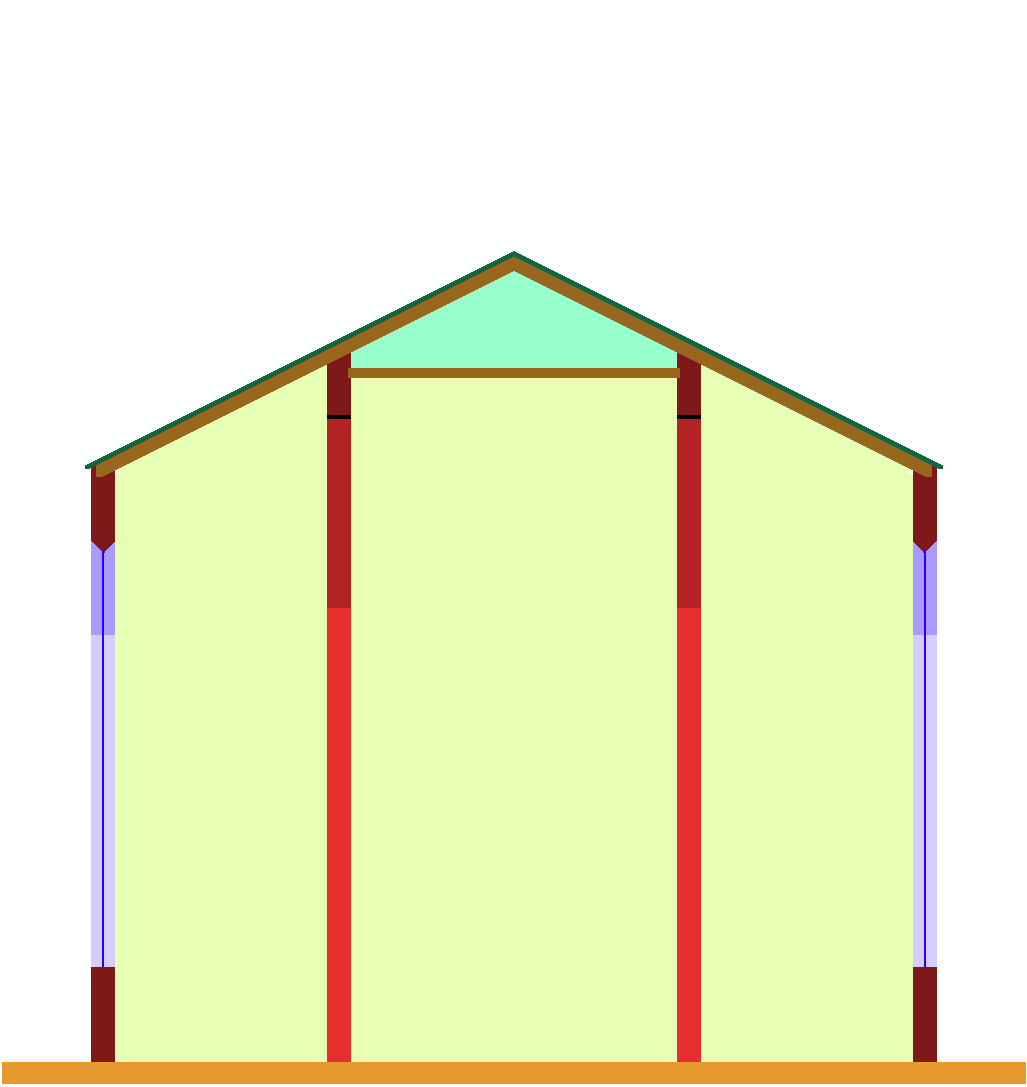
Planta de salón con arcos, pero sin bóvedas